# 八零八水库
八零八水库是中国云南省保山市龙陵县境内的一座水库，位于黑水河上，建于1957年。水库正常库容为1010万立方米，集雨面积为4平方千米，海拔为1827.4米。